# 新生フィナンシャル
新生フィナンシャル株式会社（しんせいフィナンシャル、Shinsei Financial Co., Ltd.）は、消費者金融（パーソナルローン）「レイク」のサービスと、「新生銀行カードローン レイク」などの信用保証業務を行う株式会社SBI新生銀行の子会社、貸金業者である。SBIグループに属する。

## 概要
GEコンシューマー・ファイナンス株式会社 (GECF) は、米GE (General Electric Company) の金融部門であるGEキャピタルを通じて日本で信販・消費者金融事業を展開していたが、貸金業法改正に伴う金利引き下げや過払い金返還請求訴訟で収益性が悪化して撤退し、規模を拡大して収益力向上を目指す新生銀行に売却した。2008年9月22日に新生銀行の子会社となり、2009年4月に新生フィナンシャル株式会社と商号変更した。
1998年11月に旧・株式会社レイクから引き継いだ「レイク」ブランド（2011年9月30日に終了）で、消費者金融（同社では「パーソナルローン」部門とする）を新規募集した。2005年からGE Moneyとしてローンカードの「GE Moneyのカードローン」などを展開したが、2006年12月25日に新規の申込受付を停止した。その他クレジットカードや住宅ローンの事業は、2009年2月に撤退した。
2011年11月からOpenOfficeの本格運用を開始し、全社標準オフィス・ソフトとして利用している。
2011年10月1日に「レイク」の消費者金融事業店舗・自動契約機などの営業資産を新生銀行へ事業譲渡し、同日新規契約分から同社カードローン商品の「新生銀行カードローン レイク」とした。消費者金融会社の商標・営業網を、銀行が直接譲り受けて直轄事業とするのは、楽天クレジットがローンカードをイーバンク銀行へ譲渡した事例に次いで2例目で、店舗ごと譲渡する例は初となる。新生銀行は、既にアプラスの信用保証による「新生銀行スマートカードローン」を同行パワーフレックス口座保有者向けに展開しているが、9月13日に新規契約を停止している。
新生フィナンシャルは、新規営業の譲渡以降、信用保証事業、及び既存債権に関する営業に特化した。2011年9月30日までに「レイク」ブランドで新生フィナンシャルと契約した者は新生銀行へは移管されず、「新生フィナンシャル カードローン」（レイクの商標が消滅）として、従来通り契約が継続する。保証事業として2011年からトマト銀行・東和銀行など地域金融機関の無担保カードローン商品の保証・審査業務の委託を受任し、10月から「新生銀行カードローン レイク」の保証・審査業務を引き受けている。
2018年4月、新生銀行が「新生銀行カードローン レイク」の新規契約を終了し、「新生フィナンシャル カードローン」の商品名を「レイクALSA」に改め、同時に新規契約の受付を再開、2011年の「レイク」ブランド委譲前の状態に復した。
2023年1月、「レイクALSA」の商品名を「レイク」に改め、11年3か月ぶりに同名称が復活された。

## 沿革
- 1964年1月 - 浜田武雄により大阪市に株式会社パーソナル・リース（レイク（旧）の前身）設立[2]。1998年8月まではGEとは無関係。
- 1975年7月 - パーソナル・リースはプロミス（現：SMBCコンシューマーファイナンス）と同様に地域会社を擁していたが、融資会社を1社に集約し株式会社レイク（旧）となる。
- 1991年6月 - ゼネラル・エレクトリック・キャピタル・コンシューマー・ファイナンス株式会社設立。
- 1992年 - レイク子会社が株投機に失敗したことで1200億円の損失が不良債権化、メインバンクである三井信託銀行の管理下に置かれる[4]。
- 1994年 - ゲートファイナンス株式会社が事業開始[2]。初代CEOは山田幸男。
  - 10月 - ゼネラル・エレクトリック・コンシューマーローン株式会社設立。
  - 12月 - ミネベア信販株式会社の個品割賦部門を営業譲受。協同組合連合会日本商店連盟系のカード会社である株式会社エヌシーカード仙台を買収。
- 1995年12月1日 - ゲートファイナンス株式会社がゼネラル・エレクトリック・キャピタル・コンシューマー・ファイナンス株式会社に社名変更。初代CEOはゲートファイナンス株式会社の山田幸男が継続。
- 1996年2月 - 幸福銀行・京都共栄銀行（現：関西みらい銀行）の親密信販である新京都信販株式会社からクレジットカード部門・信販部門の営業権を譲受。新京都信販はバブル期の不動産投資が主因で同年6月に経営破綻。
- 1998年
  - 1月 - GEキャピタルが幸福銀行・京都共栄銀行系のコーエークレジット株式会社を買収。
  - 7月16日 - GEキャピタルがレイクの消費者金融部門を買収する方向であることが明らかとなる[5]。
  - 8月27日 - ゼネラル・エレクトリック・コンシューマーローン株式会社が大阪市に本店を置き株式会社レイク（新）に社名変更（株式会社レイク2社併存）。
  - 11月2日 - 株式会社レイク（旧、株式会社エルへ社名変更）の消費者金融「ほのぼのレイク」事業を、株式会社レイク（新、GE傘下）が譲受[2]。レイク（旧）の貸出残高のある顧客に対してはレイク（新）が残債分を融資（総計6000億円）し、新社へ借り換えさせる手段が実施された。この買収によりエル創業家の浜田夫妻はのれん代など巨額の創業者利益を手に入れ、1998年度の高額納税者番付でそれぞれ1位・24位となった[6]。
- 2000年
  - 9月15日 - 株式会社レイク（新、GE系）がコーエークレジットを吸収合併[7]。
  - 12月1日 - 株式会社レイク（新、GE系）がジー・イー・コンシューマー・クレジット株式会社と社名変更（ブランド名は「ほのぼのレイク」のまま）[8]。
- 2002年
  - 2月 - 有限会社オー・シー設立。
  - 7月1日 - 株式会社カワイアシスト（河合楽器製作所子会社）の個品割賦斡旋部門の営業譲受。
  - 12月2日 - 有限会社オー・シーが株式会社ジー・イー・コンシューマー・クレジット株式会社を吸収合併して、GEコンシューマー・クレジット有限会社に社名変更。
- 2003年
  - 8月 - プロミス子会社のクレジットカード会社であるジーシー株式会社（旧：総合信販）を買収。
  - 10月 - ゼネラル・エレクトリック・キャピタル・コンシューマー・ファイナンス株式会社がGEコンシューマー・クレジット有限会社を吸収合併して、GEコンシューマー・ファイナンス株式会社（以下、GECF）に社名変更[9]。本社を東京都目黒区三田に移転。
- 2004年
  - 6月 - ジーシー株式会社のクレジットカード事業（プロミスJCBカードを除く）、ローン事業、信販事業をGECFが譲受。GEカードブランドとして展開。
  - 12月30日 - ジーシー株式会社を有限会社化。
- 2005年4月 - GE Moneyブランドで住宅ローン・ローンカードの取扱いを開始。
- 2006年
  - 10月 - 東京スター銀行子会社のTSBキャピタルより、住宅ローン事業の営業資産譲受。加えてパーソナルローン部門のブランド名を「レイク」と改める。
  - 10月20日 - パーソナルローン（レイク）部門で延滞者の勤務先に執拗に督促電話を架けていた事が貸金業規制法第21条第1項に違反するとして、金融庁から東京・大阪の両コールセンターを11月13日から5日間業務停止とする行政処分が言い渡される[10]。消費者金融専業大手での同処分はアイフルに次いで2例目。
  - 11月 - 本社を赤坂に移転。
- 2008年9月 - 株式会社新生銀行がGEから約5800億円で買収し、同社子会社となる[2]。
- 2009年
  - 4月1日 - GECFが新生フィナンシャル株式会社に商号変更[2]。同時にクレジットカード事業並びに信販事業を会社分割の方法により新生カード株式会社（旧：GE Moneyファイナンス株式会社）へ包括承継。クレジットカード事業は譲渡後に撤退した。
  - 11月29日 - ジーシー有限会社の残置事業であったプロミスJCBカードの取扱が終了。
- 2010年
  - 1月1日 - ジーシー有限会社を新生カードの子会社である株式会社エヌシーカード仙台（2015年10月1日、株式会社アプラスに吸収合併）へ吸収合併し解散。
  - 3月 - NO LOANを展開する新生銀行系の消費者金融会社シンキ株式会社を完全子会社化[2]。
  - 12月9日 - 本店を東京都港区赤坂の赤坂パークビルから東京都千代田区鍛冶町（神田支店所在地）に移転。
  - 12月28日 - 新生銀行からの株式譲受により、株式会社アプラスフィナンシャルを子会社とする。
- 2011年
  - 9月30日 - 新生フィナンシャルでの「レイク」の新規募集・契約を終了。
  - 10月1日 - 「レイク（パーソナルローン部門）」の新規募集・契約に関わる営業資産を新生銀行へ譲渡し、同社の「新生銀行カードローン レイク」の信用保証業務を引き受ける[2]。前日までに「レイク（Lカード）」の契約がある者は「新生フィナンシャル カードローン」として引き続き新生フィナンシャルとの契約が継続される。
- 2015年
  - 3月1日 - 子会社の新生カード株式会社が、株式会社アプラスフィナンシャルの子会社である株式会社アプラスに吸収合併。
  - 6月25日 - 本店を東京都千代田区外神田に移転。
- 2018年4月1日 - 「新生フィナンシャル カードローン」の商品名を「レイクALSA」に改め、新規募集・契約を再開[2]。
- 2020年12月1日 - 子会社の株式会社アプラスフィナンシャルが、株式売渡請求により新生銀行の完全子会社となる。
- 2023年1月4日 - 「レイクALSA」の商品名を「レイク」に改め、ブランドロゴを刷新。

## 事業

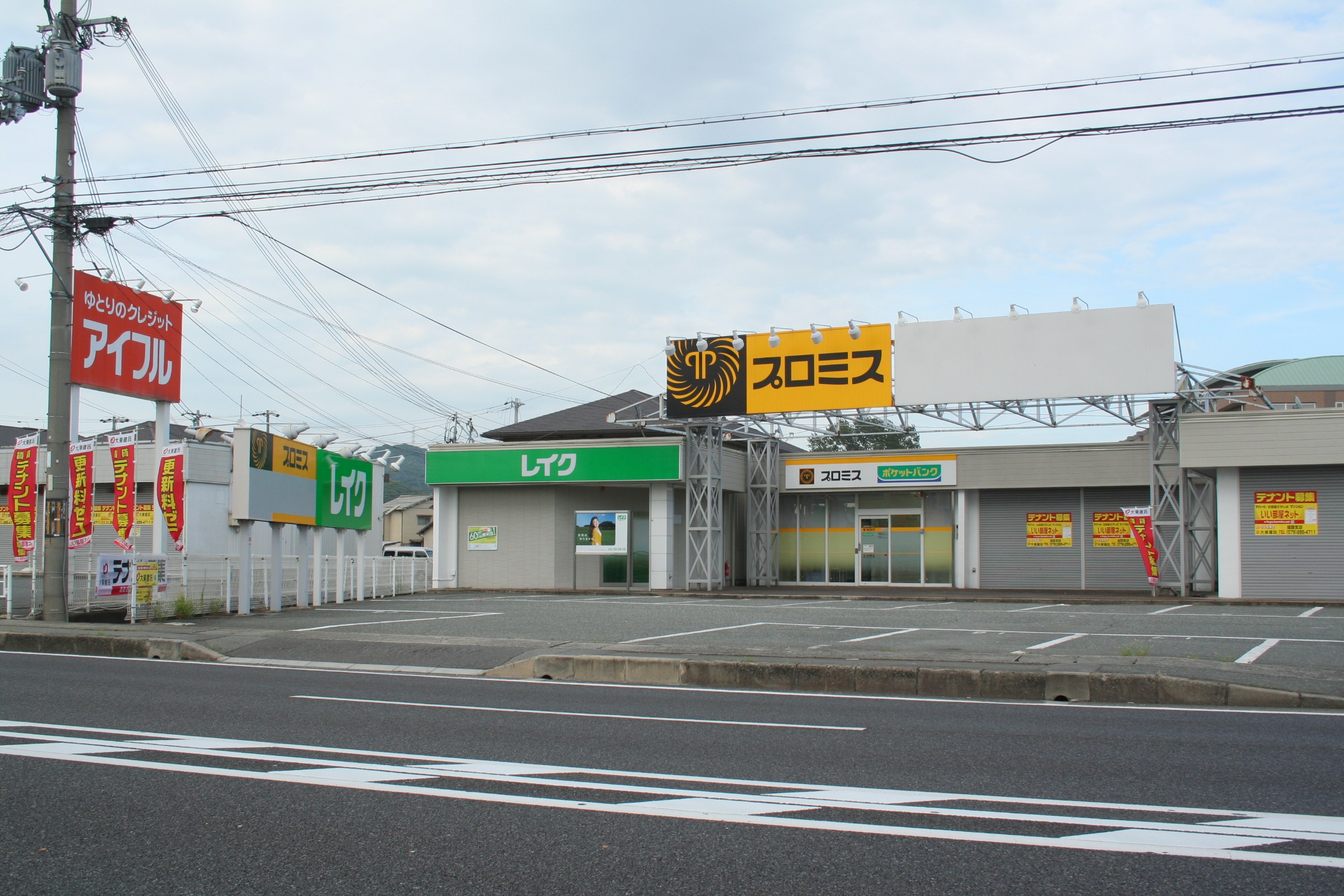
レイクの無人店舗(写真左手)

### 消費者金融
1998年1月に買収したコーエークレジットと同年11月に営業譲受した株式会社レイク（本社：大阪市）の事業を統合し、消費者金融としてレイクを構成している。事業規模としては消費者金融連絡会メンバーで大手6社（武富士・アコム・プロミス・アイフル・レイク・三洋信販）の一角であったが、2003年に脱退している。消費者金融連絡会メンバーは残りの大手5社となり2009年に活動停止した。
商標名としては株式会社レイク時代から「ほのぼのレイク」ブランドでCM・店舗展開を行っていたが、2006年秋期の10月頃から「ほのぼの」（※心が和むさまを意味する）の文字が取り除かれた。同時期以降に展開した店舗およびそれ以前から営業している店舗の大半は、「レイク」となった。
2009年11月26日より、同年から子会社にしたシンキ（現 新生パーソナルローン）のNO LOANカードの新規申込手続きをレイクの自動契約機で取扱開始し、2010年までにシンキの自動契約機とATMコーナーは撤廃された。2011年10月1日に「レイク」の商標と自動契約コーナーの店舗網を親会社の新生銀行に譲渡。9月30日までに新生フィナンシャルの「レイク」として契約した者は「新生フィナンシャル カードローン」となり、既存契約の維持・管理を行っている。この施策により10月1日以降は新生フィナンシャルとしては新規募集・契約を中止していたが、新生銀行のカードローン事業の見直しの一環として、2018年4月1日に「新生フィナンシャル カードローン」を「レイク ALSA」と改め、新規募集・契約も再開された。

### 保証事業
東和銀行・トマト銀行など地域金融機関（第二地方銀行）の無担保カードローンや、新生銀行カードローン レイクの信用保証事業を行っている。

### その他
CareCredit
健康保険の対象とならない医療費用の融資を行う。
GE eカード
イーバンク銀行顧客向けに、無担保で融資を行う。

### 過去
GE Money
GECF時代の2005年に「GE money」事業を立ち上げ、レイクやGEカード（旧：GCカード）とは異なる別ブランドとして、無店舗（ダイレクトマーケティング）型の住宅ローン・利用枠が大型のローンカードと、住宅ローン契約者専用のクレジットカード「Home Oneカード」を展開した。日本GEの広告の中で金融部門として位置づけされた作品もあったが（週刊文春などの週刊誌を中心に広告を出稿）、新生銀行傘下入りすると同ブランドによる新規展開は終息した。
GE Money クレジットカード
アメリカン・エキスプレス (AMEX) とブランド開放提携した「GE Money ゴールド・アメリカン・エキスプレス・カード」及び「GE Money アメリカン・エキスプレス・カード」並びにジェーシービー (JCB) と提携した「GE Money アクティブ・カード」を発行している。
HomeOne VISAカード
住宅ローンの利用者の内、申込者に発行されるクレジットカードである。
住宅ローン
個々の顧客の状況に応じて異なる金利を提供する点が特徴である。従来の画一的な審査基準では融資の対象外となることが多かった自営業者、派遣社員、転職者、永住権を持たない在日外国人など幅広い顧客層に対して住宅ローンを提供している。顧客が持つ資格により、金利の優遇を行っている。欧米のサブプライムローンの構造を日本で採り入れていた。広島銀行、泉州銀行、荘内銀行などの地方銀行・信用金庫・モーゲージバンクなどと提携。顧客が銀行の住宅ローン審査が通らなかった場合、その銀行はGEMoneyの住宅ローンを紹介・販売を行っている。住宅金融支援機構のフラット35は、子会社であるGE Moneyファイナンス株式会社（後に新生カード株式会社）が融資を行っていた。2010年6月4日に同社の債権管理・回収業務を事業譲受している。
GE Moneyのカードローン
インターネットサイト上で募集されていたローンカード。レイクよりも融資利率が低く、融資枠が大型のため、レイクの顧客層よりも高属性者をターゲットとしていたと思われる。
旧GE・GCブランドのクレジットカード
ゼネラル・エレクトリック・キャピタル・コンシューマー・ファイナンス株式会社（GECC（レイク）と2003年12月に合併）が買収した新京都信販の資産を転用する形で1999年から「GEカード (GE CARD)」を展開し、デル、河合楽器製作所などの提携カードを発行していた。国際ブランドはVISAのみで、ライセンス供与は当初クレディセゾンであったが、後に三井住友カードへ変更された。
2004年に買収したジーシーの「GCカード」は、日本電気（NEC PCカード）、リアリットなどの提携カードやローンカードの発行をしていたが、2000年以降、「ガンダムオフィシャルカード」、「シャア専用カード」「スチームボーイカード」などサンライズ系のアニメキャラクターをカードフェイスに採用した提携カードを2005年頃まで募集・発行していた。国際ブランドは当初JCBのみ、のちに国際カードビジネス協会のライセンス供与によりVISAが加わった。吸収後、順次GCブランドはGEへ変更されている。プロミスと提携した「プロミスJCBカード」も存在していたが、GCブランドは表に出なかった。
これらは新規募集を停止のうえ、2009年4月1日付けで子会社の新生カード（GE Moneyを展開した旧：GE Moneyファイナンス）へ移管し、2010年3月までに取扱を終了した。

## CMキャラクター

### レイク / レイクALSA
| 起用期間                | メインキャラクター                         | サブキャラクター                                              |
| ----------------------- | ------------------------------------------ | ------------------------------------------------------------- |
| 1970年代後期            | オリジナルキャラクター                     |                                                               |
| 1979年 - 1980年代       | 原始家族フリントストーン                   |                                                               |
| 1990年 - 1992年頃       | ラントとレイ（キャラクター）               | 坪倉伊織                                                      |
| 1997年 - 2000年前半     | ジーコ                                     |                                                               |
| 2000年夏頃 - 2001年春頃 | レイクエンジェル                           | ジーコ                                                        |
| 2001年 - 2002年頃       | 笹川功二、尾野真千子、ほのぼのレイク号ほか |                                                               |
| 2003年 - 2004年頃       | 曙太郎                                     |                                                               |
| 2005年 - 2006年3月      | 浅香友紀                                   | ふかわりょう                                                  |
| 2006年4月 - 2009年3月   | 夏川純                                     | 小木茂光                                                      |
| 2009年4月 - 2011年9月   | 山田優                                     | 安斎肇                                                        |
| 2018年4月 - 2022年6月   | 滝藤賢一                                   | 筧美和子                                                      |
| 2022年6月 - 2025年3月   | 千鳥                                       | インディアンス キンボシ THIS IS パン ヤバイTシャツ屋さん など |
| 2025年3月 -             | 千鳥                                       | タモリ Mr.マリック 餓鬼レンジャー                             |

- 1990年代から辻野芳輝によるオリジナルキャラクター群「ほのぼのワールド」[13]（恐竜を擬人化した「ラント」（緑色、サラリーマン風）と「レイ」（ピンク色、OL風）がメイン）がおり、2005年頃までレイク ロゴの上にスーツ姿の「ラント」がLカードを持つイラストが使われていた。
- 2006年4月からサウンドロゴがそれまでの「ほのぼのレイク」から「レ・レ・レイク」へ変更された。ブランド名は同年9月頃まで「ほのぼのレイク」である。
- 2011年10月から2018年3月まで、CMも新生銀行カードローン レイクへ承継されている。

### 旧GCカード
- タモリ（その後アコムのCMに出演し、2025年に再びレイクのCMに出演。）
- 浅野温子
- 飯島直子
- エイトマン
- 機動戦士ガンダム
- メディアガールズ

## 提供番組
太文字は現在の提供番組
現在
2018年4月から「レイクALSA」のスポンサー
- 日本テレビ系列
  - Going!Sports&News（隔日）
  - 日曜ドラマ - 同業の提供はプロミス（2019年10月 - ）。

- テレビ朝日系列
  - 関ジャム 完全燃SHOW - HHを担当。
  - バラバラ大作戦 - 提供クレジットの枠はブイ子のバズっちゃいな!→キョコロヒー→ハマスカ放送部→トゲアリトゲナシトゲトゲ→新日ちゃんぴおん。→イワクラと吉住の番組→サクラミーツ

- TBS系列
  - CDTV ライブ!ライブ!ライブ!
  - 水曜日のダウンタウン - 同業の提供はアコム、アイフル、プロミス。

- フジテレビ系列
  - 木曜劇場（メディビューティーから引き継いだ、めざましテレビから移動。）
  - 水10ドラマ（フジテレビ）（PT扱い、めざましテレビから移動。）
  - S-PARK (日産自動車から引き継いだ、めざましテレビから移動。）
  - 土曜プレミアム
  - さんまのお笑い向上委員会 - 同業の提供はアコム。

過去
全て「レイク」事業でのスポンサー
- 日本テレビ系列
  - アンテナ22
  - エンタの神様
  - しゃべくり007

- テレビ朝日系列
  - ロンドンハーツ→金曜★ロンドンハーツ
  - やべっちFC〜日本サッカー応援宣言〜（隔週）

- TBS系列
  - リンカーン
  - 中居正広の金曜日のスマたちへ
  - 世界バリバリ★バリュー（MBS制作）
  - ペコジャニ∞!

- フジテレビ系列
  - 火曜ワイドスペシャル
  - 新堂本兄弟
  - とんねるずのみなさんのおかげでした
  - 爆笑レッドカーペット
  - 人志松本の○○な話
  - 爆笑レッドシアター
  - 土ドラ
  - VVV6
  - TOKIOカケル
  - アウト×デラックス
  - めざましテレビ（隔日、後任は旭化成）
  - ダウンタウンなう - 同業の提供はアコム、アイフル、プロミス、SMBC モビット。
  - Mr.サンデー（フジテレビ・関西テレビ共同制作）

- ローカル局
  - 開運!なんでも鑑定団（テレビ東京制作、テレビ高知）
  - おとなの子守唄（サンテレビジョン）

## 関連会社
- 新生パーソナルローン株式会社 - 2010年3月に完全子会社化。
- 株式会社アプラスフィナンシャル - 2010年12月に新生銀行保有株を譲受し、筆頭株主（持株比率91.5%）となっている。

### かつての関連会社
- 新生カード株式会社 - 旧社名はGE Moneyファイナンス株式会社で、2009年4月に会社分割で新生フィナンシャル（GEコンシューマー・ファイナンス）からクレジットカード・信販事業を承継すると同時に、新生カードに商号変更した。2010年5月末にカード事業の全サービス終了。2015年3月1日に株式会社アプラスへ吸収合併。
- 株式会社エヌシーカード仙台 - 新生カードの完全子会社。2015年3月にアプラスの子会社となり、2015年10月1日に株式会社アプラスへ吸収合併。